# Petty Enterprises
Petty Enterprises fue un equipo de carreras que compitió en NASCAR con sede en Randleman, Carolina del Norte, Estados Unidos. Fue fundada por Lee Petty con sus dos hijos, Richard Petty y Maurice Petty. El equipo fue posteriormente propiedad de Richard Petty, su hijo Kyle Petty y Boston Ventures.
Petty Enterprises compitió en NASCAR desde 1949 hasta la 2008. A comienzos de 2009, después de los problemas para conseguir patrocinio, el equipo cerró la tienda, y se fusionó con Gillett Evernham Motorsports; el equipo combinado tomó el nombre de Richard Petty Motorsports, adoptando un logotipo similar al del logotipo de Petty Enterprises.
El equipo ha logrado 268 victorias en la Copa NASCAR, y 2 en la Truck Series. Se destacan 9 en las 500 Millas de Daytona, y 5 en las 600 Millas de Charlotte. Obtuvieron 10 campeonato de pilotos en la Copa: 7 de Richard Petty, y 3 de Lee Petty. Además se destacaron los pilotos Jim Paschal, Pete Hamilton y Buddy Baker con múltiples victorias.
Richard Petty se retiró como piloto luego de la temporada 1992. Numerosos pilotos corrieron en su equipo los siguientes años. Los más destacados fueron Bobby Hamilton, quien fue noveno en 1996 con una victoria y también logró un triunfo en 1997; John Andretti, quien resultó 11º en 1998 sin victorias y 17º en 1999 con una victoria; y Bobby Labonte, quien finalizó 18º en 2007 y 21º en 2006 y 2008.

## Galería

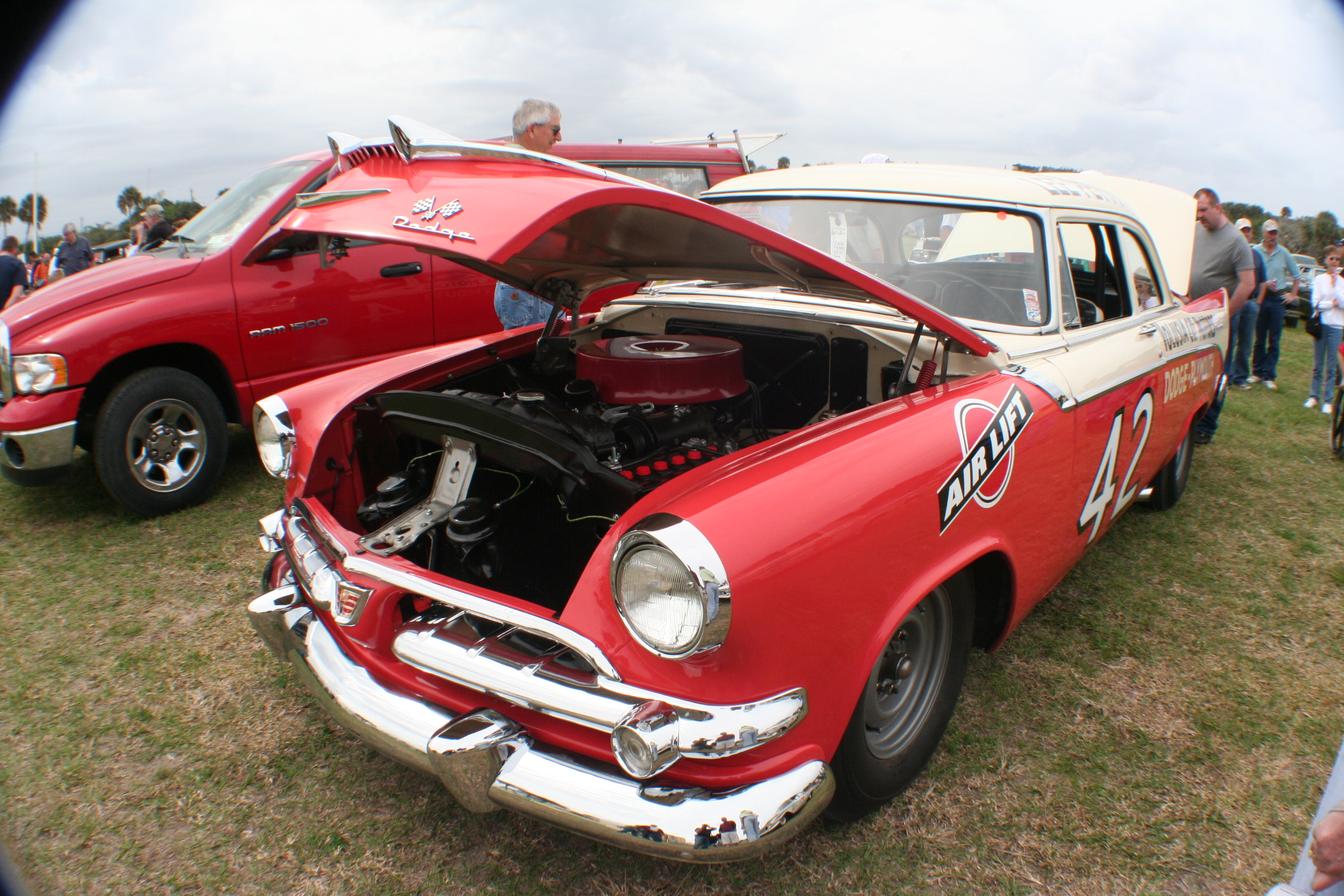
Dodge Coronet No. 42 de Lee Petty
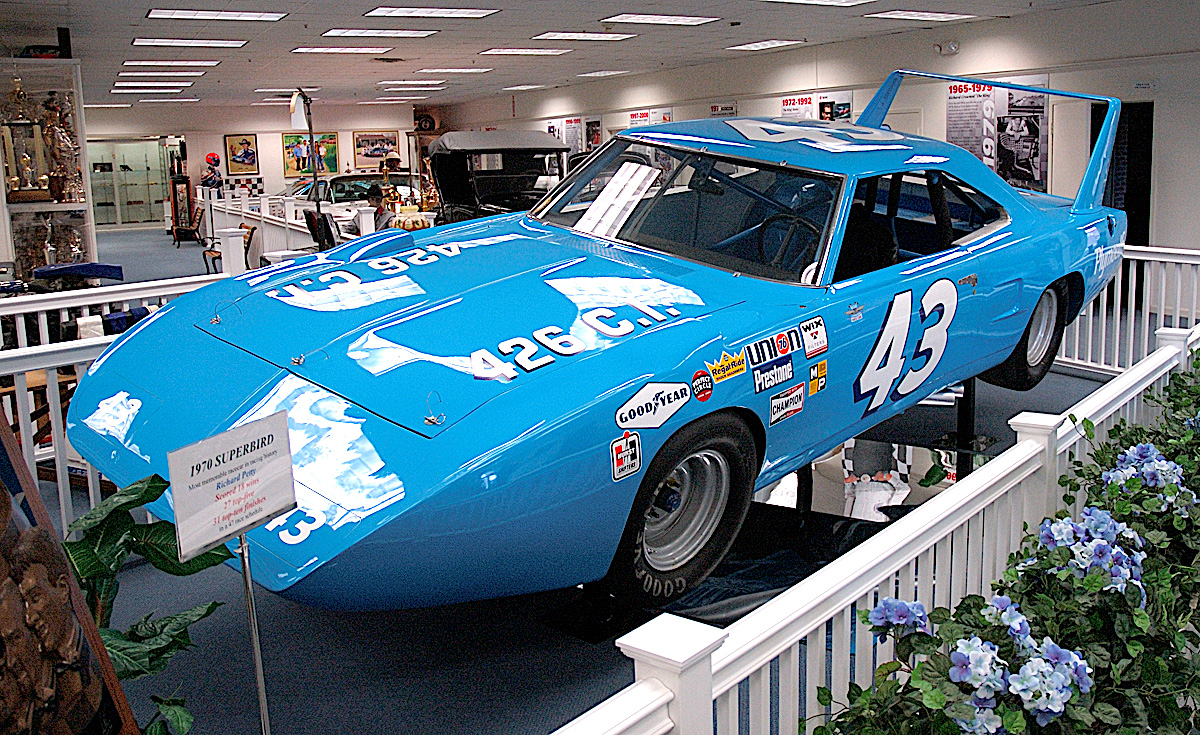
Plymouth Superbird 1970 No. 43 de Richard Petty.
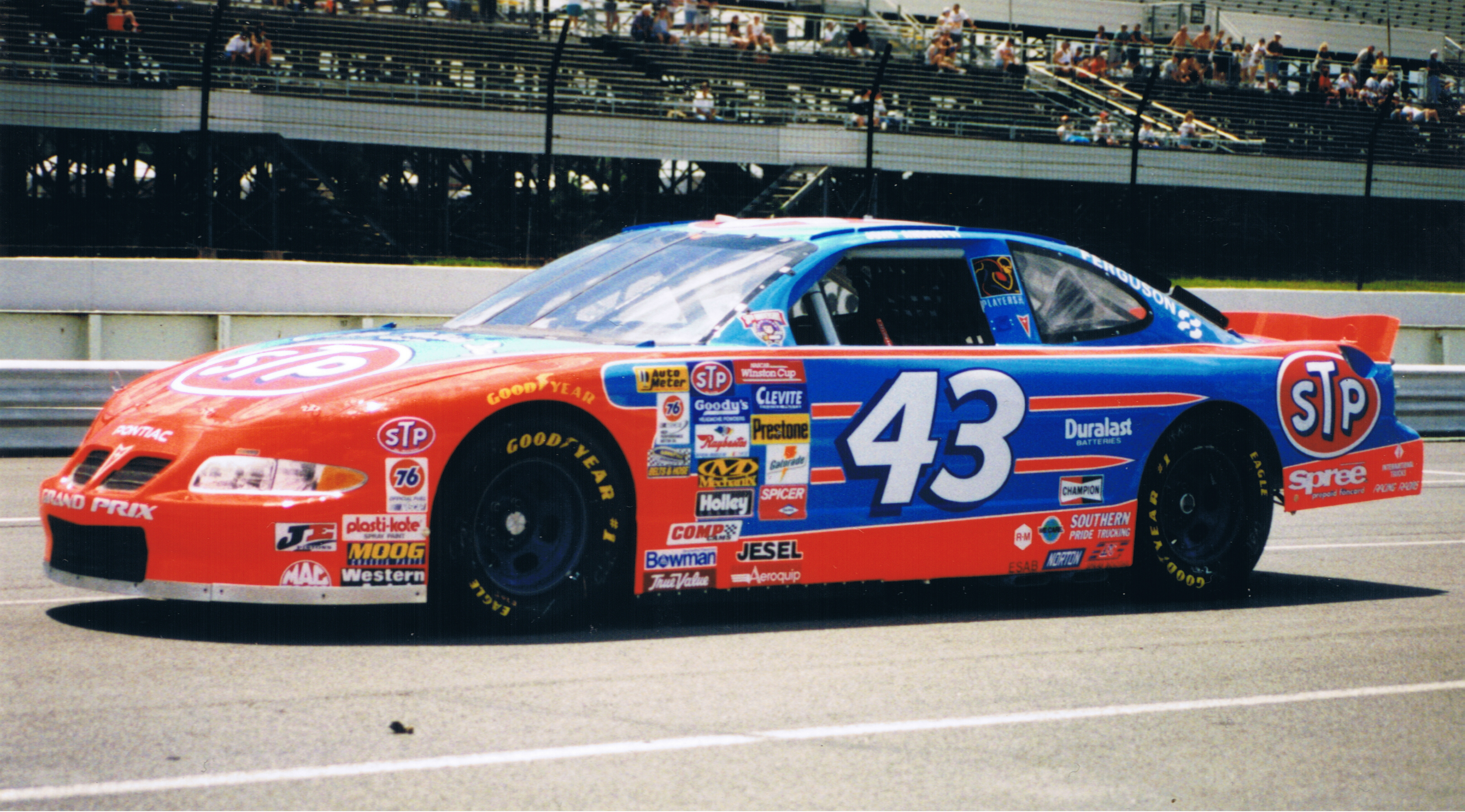
Pontiac Grand Prix No. 43 de John Andretti en 1998.